# شاهین توکلی
شاهین توکلی (زاده ۸ شهریور ۱۳۷۲) بازیکن فوتبال اهل ایران است که در پست مدافع برای باشگاه فوتبال پیکان بازی می‌کند.

## تیم‌های ورزشی
- باشگاه فوتبال مس رفسنجان[۱۰][۱۱]
- باشگاه فوتبال آلومینیوم اراک[۱۲][۱۳][۱۴]
- ماشین‌سازی تبریز[۱۵][۱۶][۱۷]
- سرخپوشان پاکدشت
- نفت و گاز گچساران
- شهرداری ارومیه
- ماشین‌سازی تبریز.[۱۸][۱۹]